# Haim Zwi Teitelbaum
Haim Zwi (Herș) Teitelbaum (n. 1973, Williamsburg⁠(d), Brooklyn, New York, SUA) este un rabin american, care activează în prezent în Israel. El este rabinul sinagogii Satmar (sub Zalman Teitelbaum) din Ierusalim. Acesta este cel mai mare fiu al lui Zalman Teitelbaum, unul din cei 2 mari rabini ai dinastiei hasidice Satmar.